# Ваља Сибичулуј (Бузау)
Ваља Сибичулуј (рум. Valea Sibiciului) насеље је у Румунији у округу Бузау у општини Патарлађеле. Oпштина се налази на надморској висини од 361 m.

## Становништво
Према подацима из 2002. године у насељу је живело 286 становника, од којих су сви румунске националности.